# Exocarpos spathulatus
Exocarpos spathulatus är en sandelträdsväxtart som beskrevs av Schlechter & Pilger. Exocarpos spathulatus ingår i släktet Exocarpos och familjen sandelträdsväxter. Inga underarter finns listade i Catalogue of Life.